# Japanska ženska softbolska reprezentacija
Japanska ženska softbolska reprezentacija predstavlja državu Japan u športu softbolu.
Krovna organizacija: 

## Nastupi na OI
- OI 1996.: ...
- OI 2000.: srebrne
- OI 2004.: brončane